# Deep Zone Project
Deep Zone Project ist eine bulgarische House- und Elektro-Band.

## Eurovision Song Contest
Die 2000 gegründete Band vertrat Bulgarien beim Eurovision Song Contest 2008 mit dem Lied DJ, Take Me Away. Obwohl das Lied es in der Hitliste der Show MTV Europe's World Chart Express bis auf Platz 2 schaffte, schied der Beitrag mit dem 11. Platz bereits im 2. Halbfinale aus. Bei diesem Lied wurde die Band von DJ Balthazar unterstützt.
2010 wollte die Band Zypern vertreten. Ihr Lied Play wurde zwar zunächst für die dortige Vorentscheidung nominiert, später musste es jedoch disqualifiziert werden. Entgegen den Regeln war ein Ausschnitt vor dem Abend der Vorentscheidung gespielt worden.

## Diskografie
Alben
- 2001: Ела Изгрей
- 2008: Album of the Year (mit DJ Balthazar)
- 2014: Няма Не

Singles
- 2008: DJ, Take Me Away (mit DJ Balthazar)